# Lex Rhodia de iactu
Die lex Rhodia de iactu (deutsch Große Haverei, wörtlich „Rhodisches Gesetz über den Seewurf“) war eine aus dem griechischen Seefahrrecht in das römische Recht adaptierte Bestimmung des gewohnheitsrechtlichen Werkvertragsrechts (Locatio conductio operis), die für den Seefrachtvertrag galt. 
Danach konnte der Eigentümer von Waren, die vom Seefrachtführer (nauta) eines in Not geratenen Schiffes zur Rettung desselben beziehungsweise der übrigen Waren über Bord geworfen worden waren, einen Ausgleich verlangen. Die Ausgleichsansprüche verteilten sich in Höhe der eingebüßten Anteile auf alle Eigner, die ihre Ware verloren hatten. Der Seefrachtführer seinerseits konnte Rückgriff bei den Eigentümern der geretteten Waren nehmen, womit er sich schadlos halten konnte. Somit kommt in der Bestimmung der Gedanke einer Gefahrengemeinschaft zum Ausdruck.

## Antikes Seerecht
Die Solidarbestimmung stammte vermutlich aus dem 3. Jahrhundert v. Chr. und war nach dem griechischen Seeschifffahrtsbrauch der Insel Rhodos benannt. Im 2. Jahrhundert v. Chr. fand diese Regelung ihren Eingang in das römische ius gentium, um dort als eine verbindliche Norm im privaten Vertragsrecht dauerhaft Aufnahme zu finden. In den spätklassischen Digesten findet sich ein Fragment unter dem Titel „de lege Rhodia de iactu“, das aus dem Reskript „ex lege Rhodia“ stammt, welches vom Juristen Lucius Volusius Maecianus aus dem 2. Jahrhundert n. Chr. als  kaiserliches Antwortschreiben auf eine seerechtliche Rechtsanfrage bezüglich der Eigentumsverhältnisse an schiffbrüchiger Ladung verfasst wurde. Hier wurde bestimmt, dass die durch Seenot verlorene Ladung im Eigentum des Befrachters bleibt. Besitz und tatsächlicher Gewahrsam an der Sache gingen zwar durch höhere Gewalt (vis maior) unter, nicht so das Eigentum an der Sache.
Die lex Rhodia definierte eine Gefahrengemeinschaft, die sich aus Schiffseigner und den Wareneignern (Befrachter) zusammensetzte. Die finanziellen Risiken, welche sich naturgemäß aus dem Seehandelsverkehr ergaben, sollten damit minimiert und gerecht verteilt werden. Der für die Rettung des Schiffs vorgenommene Seewurf und dadurch entstandene Verlust der Ladung oder die vorgenommene Beschädigung des Schiffs für den Erhalt der Ladung wurden anteilmäßig unter den betroffenen Parteien aufgeteilt. Um die Schadenshöhe beziffern zu können, wurde der Wert der geretteten Ware im Bestimmungshafen veranschlagt, die verlorene oder aufgeopferte Ware hingegen zum Wert im Ausgangshafen. Die Auslösung eines durch Piraterie an Schiff und Ladung verlustig gegangenen Besitzverhältnisse wurden ebenso gemeinschaftlich getragen. Die Kosten für Bergungsmaßnahmen zur Wiedererlangung verlustiger Fracht wurden proportional aufgeteilt.

## Neuzeitliches Seerecht
Der solidarische Aspekt der lex Rhodia de iactu bildet bis heute das Grundprinzip einer solidarischen seerechtlichen Risikogemeinschaft. Der Schadensersatz im Rahmen der Haverei wird in der Regel jedoch nicht mehr anteilmäßig reguliert, sondern nach (gutachterlich festgestellten) versicherungsinternen Maßstäben ermittelt. Die gesetzlichen Bestimmungen finden sich im bundesdeutschen Recht unter den §§ 588 ff. HGB und im österreichischen Recht in §§ 700 ff. UGB.